# Mademoiselle Fifi (opera)

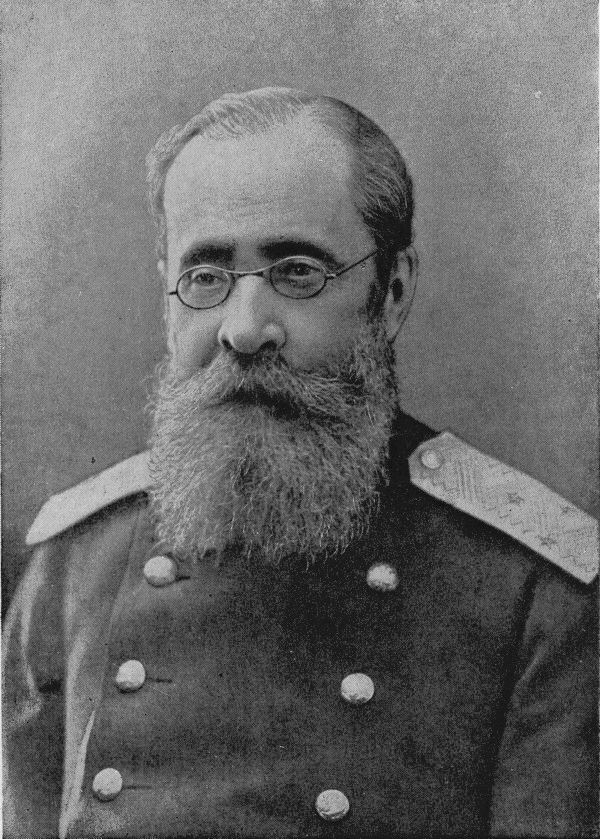
César Cui

Mademoiselle Fifi (Мадмуазель Фифи på kyrillska; Madmuazel' Fifi i translitteration) är en opera i en akt med musik av César Cui komponerad 1902-1903. Librettot var en bearbetning av Cui och byggde på novellen med samma namn (1882) av Guy de Maupassant samt den dramatiserade versionen Mlle Fifi (1896) av Oscar Méténier.

## Historia
Operan hade premiär den 4 november 1903 i Eremitageteatern i Sankt Petersburg. Den var även känd under titeln Женщина из Руана (Ženščina iz Ruana) = Kvinnan från Rouen]. Operan uppfördes ofta i Ryssland och fick en speciell betydelse under Första världskriget på grund av dess patriotiska undertoner i kriget mot Tyskland. Trots det förlorade operan sin status som standardopera efter andra världskriget.
I sin musik lånade Cui en del fransk och tyska melodier, däribland refrängen till den tyska soldatsången "Die Wacht am Rhein".

## Personer
- Major Farlsberg: bas
- Kapten Kelweingstein: baryton
- Löjtnant Otto Grossling: bas

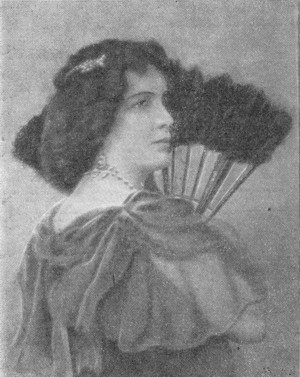
Tsvetkova i rollen som Rachel

- Löjtnant Fritz Scheunaubourg: tenor
- 2:e löjtnant von Eyrik (Mademoiselle Fifi): tenor
- Pflicht, faktotum: baryton
- Curé Chantavoine: baryton
- Kyrkvaktmästare: tenor
- Rachel: sopran
- Eva: sopran
- Blondine: mezzosopran
- Pamela: alt
- Amanda: mezzosopran
- Kör: soldater, tjänare

## Handling
Tid: 1871. Plats: Slottet d'Uville nära Rouen.
Under en regnig dag under fransk-tyska kriget ockuperar tyska soldater ett slott i Frankrike och skickar bud efter "damer" från byn. När de anländer bjuds de in till middag. Von Eyrik ("Fifi") uppvaktar Rachel. Några lättare tyska och franska sånger sjungs som underhållning. Därpå sjunger Rachel en patriotisk fransk sång som provocerar Fifi att utbrista att Tyskland inte bara kommer erövra Frankrike utan även dess kvinnor. Rachel sticker ned honom och flyr. Fifi dör och böner bes för honom medan kyrkklockorna klämtar.

## Musiknummer
- Abbéns Arioso
- Kaptenens sång
- Kvartett [efter en sång av Heinrich Marschner]
- Amandas sång [byggd på en folksång från den franska regionen Metz]
- Rachels sång